# Acronychia oblongifolia
El aspen blanco, o Acronychia oblongifolia, es una especie de árbol perteneciente a la familia de las rutáceas. Es un árbol de talla pequeña a mediana de los  bosques templados húmedos del este de Australia, se distribuye desde Queensland hasta Victoria.

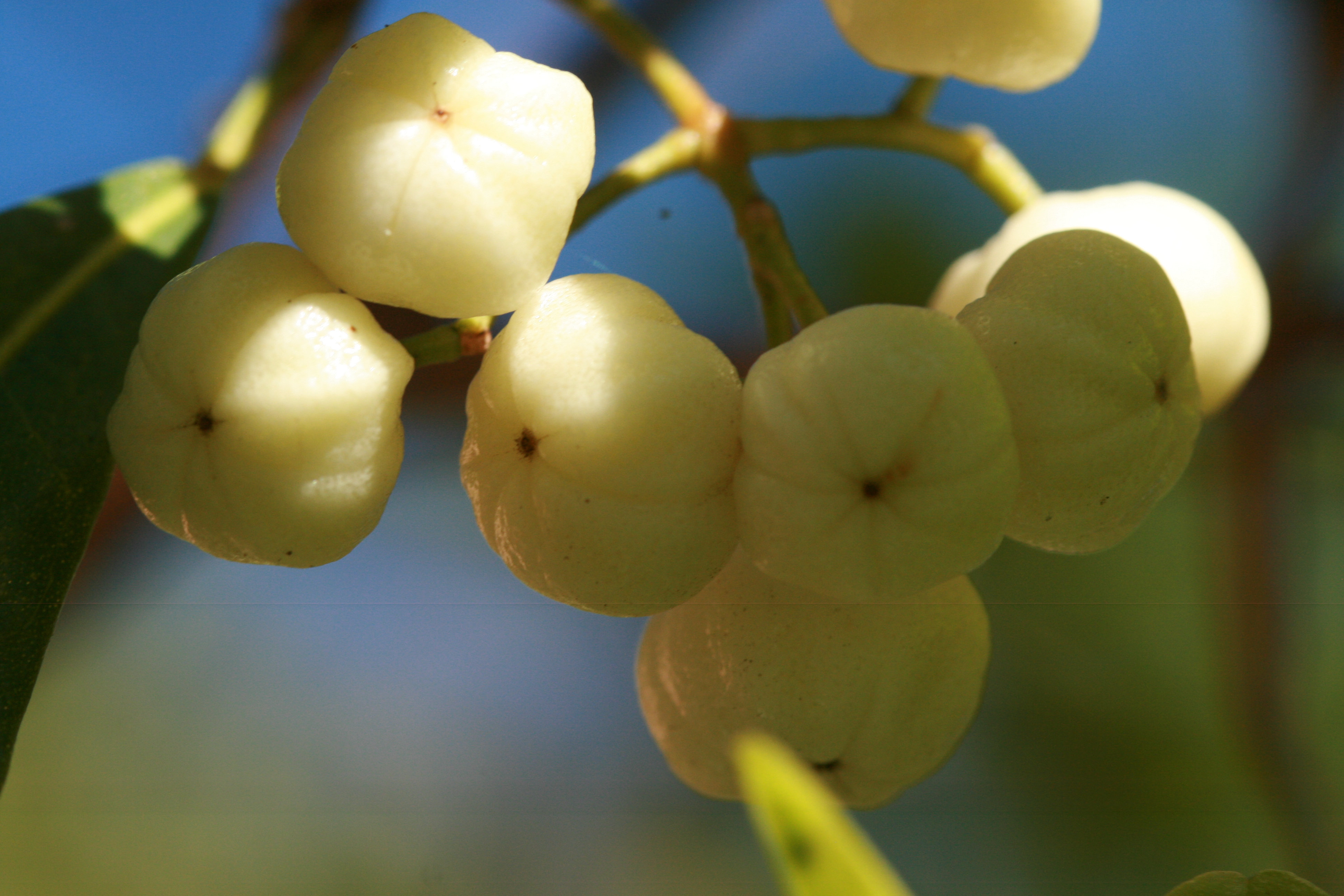
Frutos

## Descripción
Las hojas miden 3-12 cm de largo y 1-5 cm de ancho, oblanceoladas, aterciopeladas, verde oscuras y aromáticas. Las flores miden 1 cm de ancho, a las que le siguen bayas blancas, amarillas o púrpuras que son comestibles.

## Usos
Las bayas tienen un sabor agradablemente picante y son aromáticas, se les usa en mermeladas. 

## Taxonomía
Acronychia oblongifolia fue descrita por (A.Cunn. ex Hook.) Endl. ex Heynh. y publicado en Alphabetische und Synonymische Aufzählung der Gewächse 2: 8. 1846.
Etimología
Acronychia: nombre genérico que deriva de las palabras griegas akros (punta) y ónix (garra), en referencia a los pétalos, que normalmente están conectados adaxialmente en el ápice.
oblongifolia: epíteto latíno que significa "con hojas oblongas"